# Sonata per a violí en fa major (HWV 370)
La Sonata per a violí en fa major (HWV 370) és una obra per violí i teclat (clavicèmbal) que es creia que fou composta per Georg Friedrich Händel. Diversos experts actuals posen en dubte l'atribució a Händel, i la consideren una obra espúria. La sonata es coneix també com a Opus 1 núm. 12, i fou publicada el 1732 per Walsh. Altres catàlegs de música de Händel la referencien com a HG xxvii,42; i HHA iv/4,40.
Ambdues edicions, la de Walsh i la de Chrysander, detallen que l'obra és per a violí, i la van publicar com a Sonata XII.

## Moviments
La sonata consta de quatre moviments:
| Núm. | Tipus   | Tonalitat | Mètrica | Compassos | Notes |
| ---- | ------- | --------- | ------- | --------- | --- |
| 1    | Adagio  | Fa major  | 3/4     | 54        | |
| 2    | Allegro | Fa major  | 4/4     | 44        | Té dues seccions (8 i 36 compassos), cadascuna amb signes de repetició                                         |
| 3    | Largo   | Re menor  | 3/2     | 22        | Té dues seccions (8 i 14 compassos), cadascuna amb signes de repetició                                         |
| 4    | Allegro | Fa major  | 4/4     | 52        | Té dues seccions (20 i 32 compassos), cadascuna amb signes de repetició. La segona secció comença en do major. |

(Els moviments no contenen signes de repetició llevat que s'indiqui. El nombre de compassos està agafat de l'edició de Chrysander, i és el nombre que apareix en el manuscrit, sense incloure signes de repetició.)